# 泰苏尔
泰苏尔（Thesur），是印度泰米尔纳德邦甘尼亚古马里县的一个城镇。总人口6918（2001年）。

## 人口
该地2001年总人口6918人，其中男性3469人，女性3449人；0—6岁人口562人，其中男289人，女273人；识字率86.02%，其中男性为88.99%，女性为83.04%。